# Wydział Politologii Uniwersytetu Pedagogicznego im. KEN w Krakowie
Wydział Politologii Uniwersytetu Pedagogicznego im. Komisji Edukacji Narodowej w Krakowie – jednostka naukowo-dydaktyczna, jeden z siedmiu wydziałów Uniwersytetu. Wydział ma uprawnienia do nadawania stopni naukowych doktora oraz doktora habilitowanego nauk społecznych w zakresie nauk o polityce.

## Lokalizacja
Wydział zlokalizowany jest w Krakowie. Siedziba dziekanatu znajduje się w budynku głównym uczelni przy ul. Podchorążych 2.

## Władze Wydziału
W kadencji 2017-2021:
| Stanowisko | Imię i nazwisko                   |
| ---------- | --------------------------------- |
| Dziekan    | prof. dr hab. inż. Andrzej Kozera |
| Prodziekan | dr hab. Roman Kochnowski          |
| Prodziekan | dr hab. Robert Kłaczyński         |

## Struktura Wydziału

### Instytut Politologii
Dyrektor: prof. dr hab. Andrzej Jaeschke
- Katedra Instytucji Politycznych i Prawnych
- Katedra Doktryn Politycznych i Edukacji Obywatelskiej
- Katedra Systemów Politycznych
- Katedra Teorii Polityki
- Katedra Studiów Obszarowych
- Katedra Bezpieczeństwa Wewnętrznego
- Katedra Bezpieczeństwa Społecznego
- Międzynarodowe Centrum Naukowo-Badawcze „Mediterraneum”

### Instytut Prawa, Administracji i Ekonomii
Dyrektor: prof. dr hab. Andrzej Piasecki
- Katedra Prawa Publicznego
- Katedra Administracji i Polityk Publicznych
- Katedra Samorządu i Zarządzania
- Katedra Ekonomii i Polityki Gospodarczej